# Melo Freni
Carmelo Freni, detto Melo (Barcellona Pozzo di Gotto, 19 luglio 1934), è un giornalista, scrittore e regista italiano.

## Biografia
Cresciuto in Sicilia, fra la provincia di Messina e Palermo, si laureò in giurisprudenza nel capoluogo siciliano, dove visse per alcuni anni.
Dopo aver esercitato la professione forense per un breve periodo, entrò alla RAI come giornalista, prima alla redazione di Palermo e quindi a Roma presso la redazione del TG1.
Nel periodo trascorso in RAI si è occupato soprattutto di cultura, visti tra l'altro i suoi interessi nel campo della letteratura e del cinema.
Egli ha saputo affiancare alla sua professione di giornalista, anche quella di scrittore di romanzi, saggi e testi teatrali e quella di regista cinematografico e teatrale.  
Nel 1984 ha ricevuto il Premio Nazionale Letterario Pisa, Poesia ex aequo.
Nel teatro, diresse Il giorno della civetta di Leonardo Sciascia, nel 1991.
Insignito della corona d'alloro Europclub Regione Siciliana nel 2010, unitamente a Ennio Morricone, Giovanna Mulas, Barbara Carfagna, Carlos Sanchez, Caterina Vertova, Istvan Horkay e Geri Palamara.
Nel 2023 ha donato il proprio archivio storico al Ministero della cultura e all'Archivio Siciliano del Cinema.

## Opere
- Il senso delle cose, 1965
- La famiglia Ceravolo, romanzo, (Rusconi, 1980?)
- Marta d'Elicona, Editori Riuniti, 1987
- Verso la vacanza. La morte di Sciascia, Pungitopo, 1990
- Le calde stagioni, Pellicanolibri, 1991
- Il giardino di Hamdis, Palermo, Sellerio Editore, 1992
- Un amore a Spoleto, Pellicanolibri, 1993
- La valle della luna, La Spiga, 1994
- La favola del paese cambiato, SEI, 1995
- Dopo l'allegria. Poesie 1983-2000[5], Passigli, 2000
- Marta d'Elicona - Il divano[6], Palermo, Sellerio Editore, 2000
- Al limite della ragione - Dalla Sicilia senza ironie, RAI-ERI, 2003
- Le mie Eolie, Siciliano, 2004
- Severino e il cardinale, Sciascia Editore, 2006
- Le stanze dell'attesa, Viennepierre, 2007
- Caro Luigi - Lettere dalla Sicilia, (con Luigi Lombardi Satriani) Pellegrini Editore, 2009
- Sulle tracce del giorno - Un giallo in Sicilia, Agra, 2009
- Leggere "Il Gattopardo", Dario Flaccovio Editore, 2009. ISBN 978-88-7758-892-0

## Filmografia
- La famiglia Ceravolo, film TV, 1985, con Turi Ferro, Fioretta Mari, Walter Maestosi, Ida Carrara, Maria Cosentino, Mimmo Mignemi, M.Blanda Freni e Dario Di Vincenzo.[7] Il film ha partecipato al festival di Mosca, Vancouver, Giardini Naxos, e continua ad essere richiesto da numerosi istituti italiani di cultura all'estero per proiezioni e dibattiti.